# 20835 Eliseadcock
20835 Eliseadcock este un asteroid din centura principală de asteroizi.

## Descriere
20835 Eliseadcock este un asteroid din centura principală de asteroizi. A fost descoperit pe 24 octombrie 2000 la Socorro, New Mexico, în cadrul proiectului LINEAR. Asteroidul prezintă o orbită caracterizată de o semiaxă mare de 2,66 ua, o excentricitate de 0,11 și o înclinație de 4,3° în raport cu ecliptica.